# Sion Hill
Sion Hill est une ancienne plantation située à Sion Hill, à l'est de Christiansted dans les Îles Vierges des États-Unis. La plantation a été ajoutée au Registre national des lieux historiques le 19 juillet 1976.

## Historique
Ancienne plantation de sucre et distillerie de rhum établie au XVIIIe siècle, le domaine de Sion Hill a connu plusieurs propriétaires pendant son exploitation. La « grande maison », la résidence principale de la plantation, est un bâtiment en calcaire de style néo-classique achevé en 1765. L'usine et le moulin, les deux principaux bâtiments utilisés pour la production de sucre, étaient également en calcaire. La propriété comprend également une cuisine et une écurie.